# Daltonia filiformis
Daltonia filiformis là một loài rêu trong họ Daltoniaceae. Loài này được Hedw. Arn. mô tả khoa học đầu tiên năm 1827.